# 魔術光

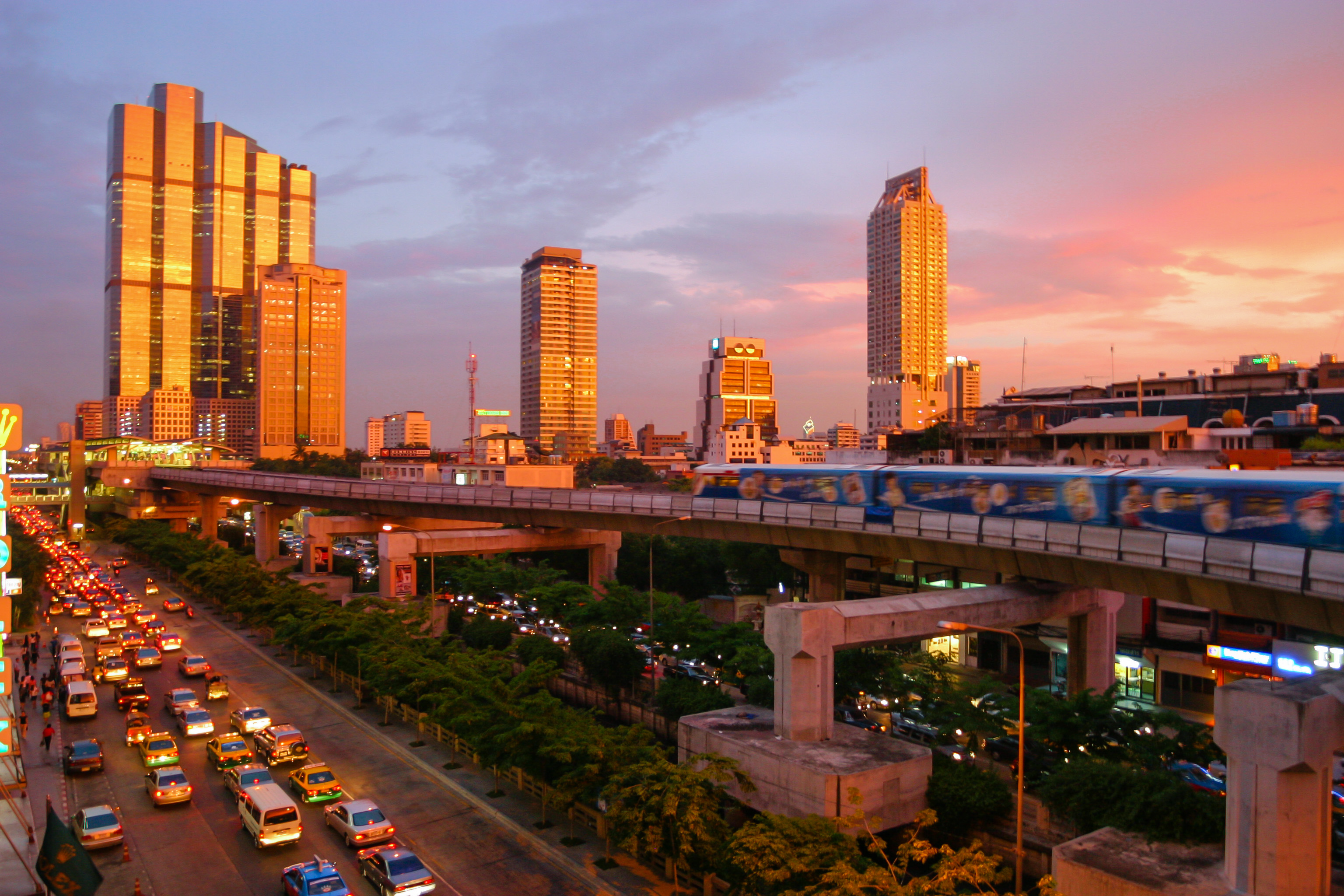
攝於泰國曼谷的魔術光

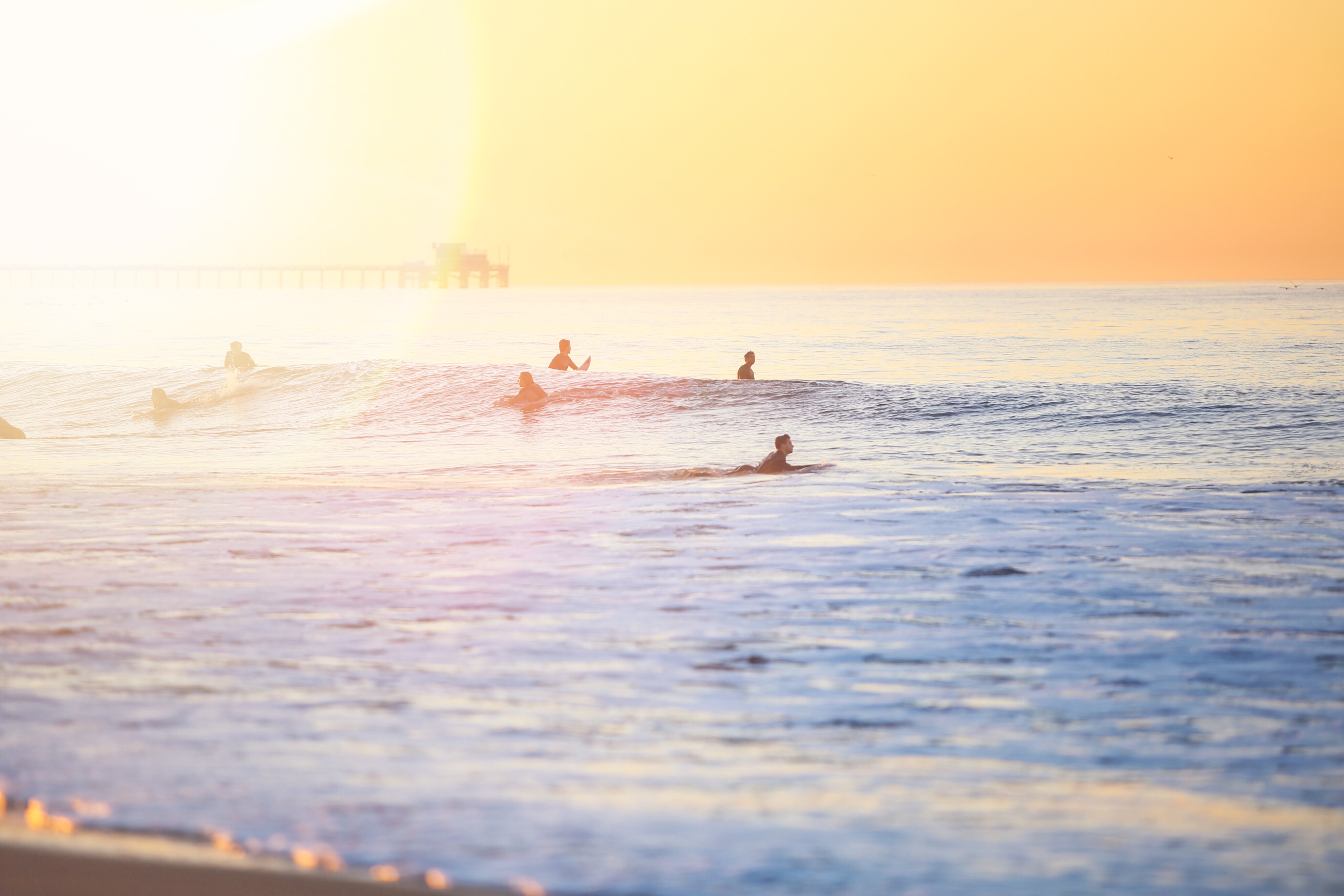
攝於美國新港灘

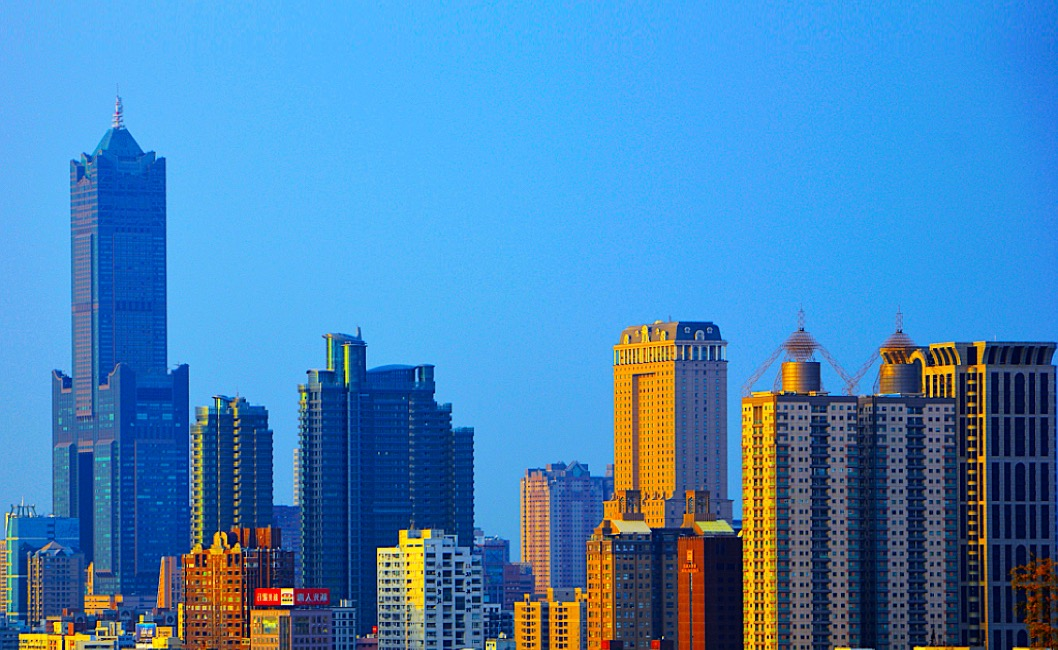
攝於台灣高雄的魔術光

魔術光，又稱魔幻時刻，金色时刻，magic hour，或Golden hour，是攝影藝術的一個用語，指黎明時日光將出及黃昏日落時段的天色幻化，光彩如魔術變化。
黄金时刻有时也被电影摄像师和摄影师称为“神奇时刻”。在这些时间里，天空的亮度与路灯、标志、汽车前灯和亮着的窗户的亮度相匹配。
日出神奇时刻之前或日落之后的一段时间被称为“蓝色时刻”。这是当太阳位于地平线以下很深的地方时，残余的间接阳光主要呈现蓝色的阴影，并且没有尖锐的阴影，因为太阳要么还没有升起，要么已经落下。

## 概要
基本上光線呈現溫暖、柔和，而光影也較長。當太陽接近地平線時，太陽光在大氣層中移動了較長的距離，直接照射大地的比例低，因此光線較多來自於天空中的非直射光(Thomas 1973, 9-13)。由於更多藍光會被散射掉，因此太陽的光線看起來更加的紅。此外，因為太陽接近地平線的關係，光影也會較長。
英文中的Hour，小時，是較粗略的說法。陽光的特性隨著太陽的方位而變，並且，太陽從地平線到特地方向所需時間與地點、季節有關。對於較接近赤道的地區，太陽的方位很高；對於離赤道較遠的地區，太陽的方位則是很低，太陽的方位甚至可能小於十度，在此類的地區魔術光甚至在特定的季節中持續個一整天。
正中午時，來自正上方的光線會產生非常亮的光源，以及陰影。此時，過曝的情形常常發生。如人像攝影時，常常會需要補光燈，以平衡人臉上的光影，補償不必要的陰暗處。
由於在魔幻時刻時光線的對比度較低，陰影來得較不暗，且不會過曝。在風景攝影時，低方位太陽產生的溫和色彩，往往被視為增強場景彩度的重要角色。当需要漫射和温暖的光线时，这是一天中进行自然摄影的最佳时间。